# Эллис, Чарльз Олтон
Чарльз Алтон Эллис (англ. Charles Alton Ellis) (1876, Пискатакуис, Мэн — 1949) — профессор, инженер-строитель и математик; он отвечал за проектирование моста Золотые Ворота. Из-за спора с Йозефом Штраусом его работа не получила признания, когда мост открылся в 1937 году. В конечном итоге его вклад был отмечен на мосту мемориальной доской, установленной в 2012 году.

## Ранние годы и образование
Эллис родился в 1876 году в Паркмане, штат Мэн.
Он получил степень по математике в Уэслианском университете (где он был членом братства Delta Kappa Epsilon). В 1922 году он получил диплом инженера в Университете Иллинойса.

## Карьера
Эллис занял пост в American Bridge Company, где он работал над нагрузками на туннели метро, пересекающие реку Гудзон. Эллис закончил курс в Университете Иллинойса, чтобы расширить свои знания в области проектирования конструкций.
В 1922 году он был достаточно опытен, чтобы написать эталонный учебник в этой области «Основы теории каркасных конструкций».
Эллис начал работать над мостом Золотые Ворота в 1922 году, в том же году, когда он получил диплом инженера в Университете Иллинойса. Он продолжал работу над проектом до декабря 1931 года. Затем он открыл консультационную практику в Чикаго, работая советником Администрации общественных работ.
За свою карьеру он был профессором Мичиганского университета, Университета Иллинойса и Университета Пердью. Его документы хранятся в библиотеке Университета Пердью.

## Конструктивный проект моста Золотые Ворота
Эллис отвечал за структурный проект моста, работая на основе общего проекта Штрауса.
Спор о времени, которое потребовалось для завершения дизайна, побудил Штрауса обвинить Эллиса в пустой трате времени и денег и отстранить его от проекта. Копия инженерных чертежей моста Золотые Ворота, хранящаяся в Библиотеке Конгресса, подписана Эллисом, но мемориальная доска, размещённая на мосту в 1937 году, не указывает на его заслуги.
Эллис получил официальное признание за участие в процессе проектирования моста Золотые Ворота. Мемориальная доска в честь Эллиса была установлена на южной башне в 2012 году в знак признания его вклада.